# 道州站
道州站，位于中华人民共和国湖南省永州市道县，是益湛铁路上的火车站，于2009年9月28日启用，2009年10月1日正式开通客运，由南宁局集团管辖。

## 歷史
- 2009年5月15日开通货运试运营
- 2009年9月28日启用。
- 2009年10月1日开通客运业务。

## 車站周邊
- 道江第三小学
- 道县人民医院
- 海昊小太阳艺术学校
- 道县委员会党校
- 道县图书馆
- 中国邮政储蓄银行道县中心支行
- 中国建设银行潇水南路支
- 道县第五中学
- 道县审计局
- 道县电力局
- 道县农村经营管理局
- 中国建设银行濂溪分理处
- 中国银行道县支行
- 中国农业银行新星分理处
- 中国邮政储蓄银行道县支行营业部
- 中国工商银行道县城中分理处